# Malagassa bidens
Malagassa bidens är en insektsart som beskrevs av Marius Descamps 1969. Malagassa bidens ingår i släktet Malagassa och familjen Episactidae. Inga underarter finns listade i Catalogue of Life.